# Gogo
Gogo — рід сомоподібних риб з родини Анхарієвих (Anchariidae), найдений на Мадагаскарі. Налічує 4 види.

## Опис
Ці риби сягають близько 17,1-25,0 см у довжину.
Прісноводні ендеміки Мадагаскару, поширені переважно у високогірних річках на сході острова. Вид Gogo arcuatus знайдений у басейні річки Сандрананта, а вид Gogo ornatus — в басейні річки Манґоро; Gogo brevibarbis відомий тільки за голотипом, імовірно з басейну річки Мананжарі. Gogo atratus знайдений в річці Північна Мананара на північному сході Мадагаскару. Gogo atratus є нічним видом і живиться водними комахами і дрібними прісноводними креветками.

## Систематика
- Gogo arcuatus
- Gogo atratus
- Gogo brevibarbis
- Gogo ornatus